# Массиас, Димитриос
Димитриос Массиас (род. 27 марта 1981) — кипрский футбольный судья.

## Биография
Арбитр ФИФА с 2015 года.
В матчах еврокубков дебютировал 30 июня 2015 года в матче 1-го отборочного раунда Лиги чемпионов УЕФА между армянским «Пюником» и сан-маринским «Фольгоре/Фальчано» (2:1), в котором показал 5 жёлтых и одну красную карточку.
В 2017 году принимал участие в чемпионате Европы U-17, где отсудил два матча. На матчах первых сборных дебютировал 31 августа 2016 года в товарищеской встрече между Ирландией и Оманом. В 2018 году отсудил один матч в Лиге наций УЕФА.